# 모니크 마리에 외젠 보도
모니크 마리에 외젠 보도(프랑스어: Monique Marie Eugene Baudot, 1946년 4월 30일 ~ )는 프랑스의 외교관이다. 1969년에 프랑스 주재 콩고 민주 공화국 대사관 언론부 직원으로 근무했으며 1972년에 결혼한 이후부터 1997년에 사별할 때까지 베트남의 마지막 황제인 바오다이의 아내였다.